# 马利齐 (米尔霍罗德区)
49°53′38″N 33°27′23″E / 49.89389°N 33.45639°E

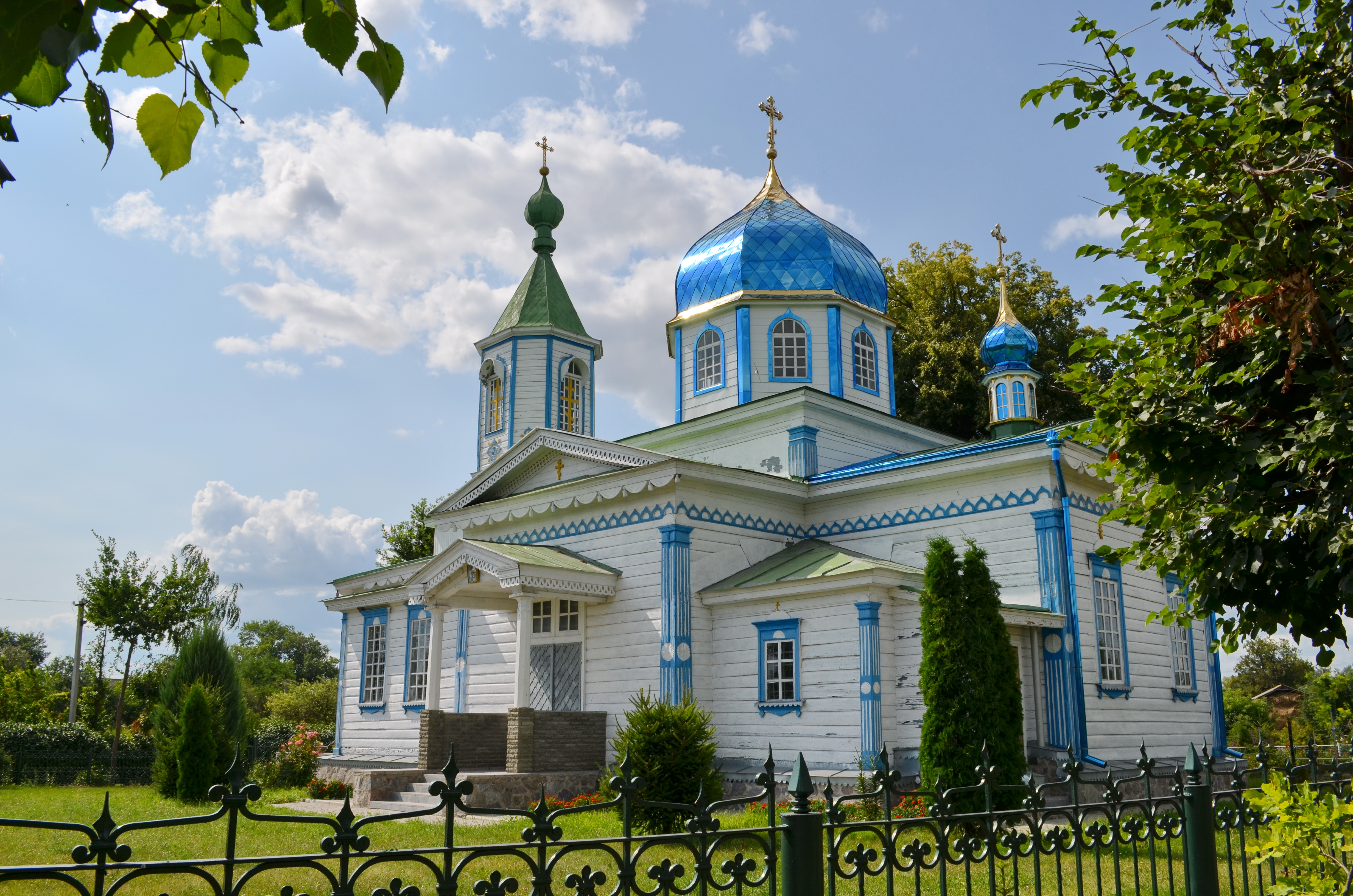

馬利齊（烏克蘭語：Мальці），是烏克蘭的村落，位於該國中部波爾塔瓦州，由米爾哥羅德區負責管轄，處於瑟羅瓦特卡河右岸，分別距離斯洛比德卡1公里和霍羅爾河3公里，海拔高度95米，2001年人口284。